# Giro dei Paesi Baschi 1925
Il Giro dei Paesi Baschi 1925, seconda edizione della corsa, si svolse dal 6 al 9 agosto su un percorso di 670 km ripartiti in tre tappe, con identico perecoso della edizione precedente con sede di arrivo e partenza di tappa in Bilbao, Pamplona e San Sebastián; erano iscritti 85 corridori ma vi presero parte solo in 66 ed in 37 completarono la prova.
I corridori belgi monopolizzarono la corsa aggiudicandosi tutte le tre frazioni con Joseph Pé, Félix Sellier e Auguste Verdyck, quest'ultimo fu il vincitore della classifica generale finale in cui ben nove corridori dei primi dieci erano belgi.

## Tappe
| Tappa  | Data     | Percorso                 | km  | Vincitore di tappa | Leader classifica generale |
| ------ | -------- | ------------------------ | --- | ------------------ | -------------------------- |
| 1ª     | 6 agosto | Bilbao > Pamplona        | 227 | Joseph Pé          | Joseph Pé                  |
| 2ª     | 7 agosto | Pamplona > San Sebastián | 270 | Félix Sellier      | Joseph Pé                  |
|        | 8 agosto | giorno di riposo         |     |                    |                            |
| 3ª     | 9 agosto | San Sebastián > Bilbao   | 173 | Auguste Verdyck    | Auguste Verdyck            |
| Totale | Totale   | Totale                   | 670 |                    |                            |

## Classifica generale
| Pos. | Corridore               | Squadra       | Tempo     |
| ---- | ----------------------- | ------------- | --------- |
| 1    | Auguste Verdyck         | Automoto      | 24h50'34" |
| 2    | Joseph Pé               | Individuale   | a 5'33"   |
| 3    | Marcel Bidot            | Individuale   | a 8'39"   |
| 4    | Albert Dejonghe         | Alcyon-Dunlop | a 9'40"   |
| 5    | Adelin Benoît           | Thomann       | a 15'07"  |
| 6    | Camille van de Casteele | J.B.Louvet    | a 26'38"  |
| 7    | Aimé Dossche            | Individuale   | a 29'00"  |
| 8    | Louis Mottiat           | Alcyon-Dunlop | a 30'14"  |
| 9    | Jules Matton            | Armor         | a 30'40"  |
| 10   | Jules Buysse            | Automoto      | a 30'48"  |